# Kalaallit Nunaata Radioa
Kalaallit Nunaata Radioa (KNR) è l'emittente televisiva e radiofonica pubblica della Groenlandia. Fondata nel 1958, è una società pubblica indipendente e di proprietà dello Stato groenlandese. Opera in collaborazione con Danmarks Radio (DR), la società radiofonica e televisiva danese, ed è membro associato dell'Unione europea di radiodiffusione (EBU).
Con sede a Nuuk, gestisce due canali televisivi (KNR1, KNR2) e una stazione radio (KNR) che copre gran parte del territorio groenlandese.
KNR è membro associato di Nordvision, un'organizzazione che riunisce le emittenti televisive pubbliche dei paesi nordici.